# Dahn

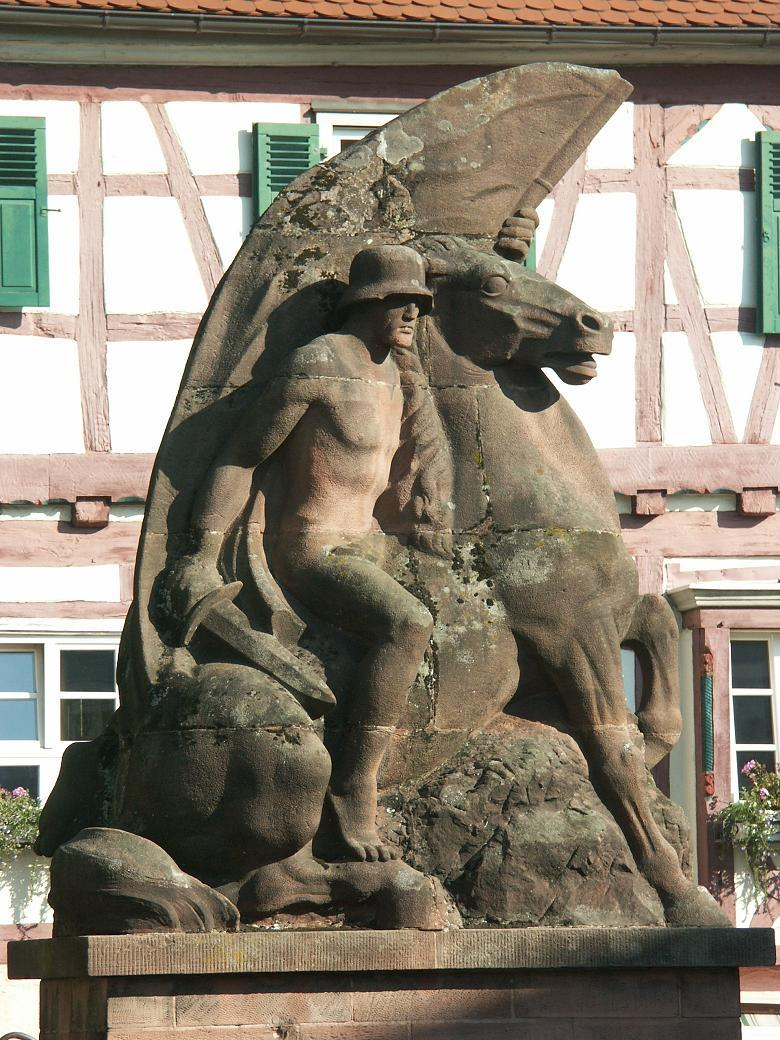
Monumento ai caduti delle due guerre mondiali

Dahn è una città di 4 552 abitanti della Renania-Palatinato, in Germania.
Appartiene al circondario (Landkreis) del Palatinato sudoccidentale (targa PS) ed è parte della comunità amministrativa (Verbandsgemeinde) di Dahner Felsenland.
È attraversata dal fiume Lauter, un affluente diretto del Reno.

## Galleria d'immagini

Dahn
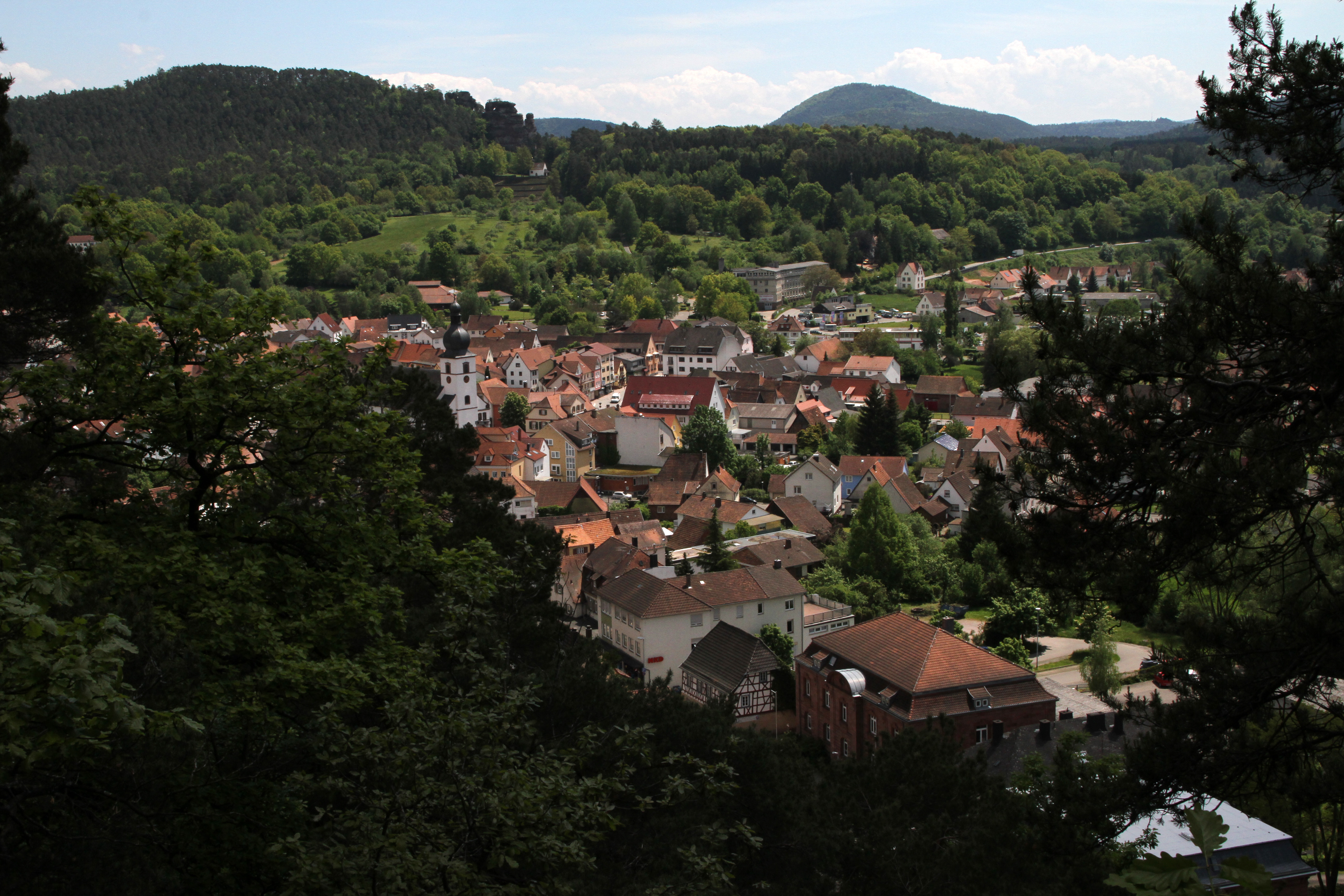
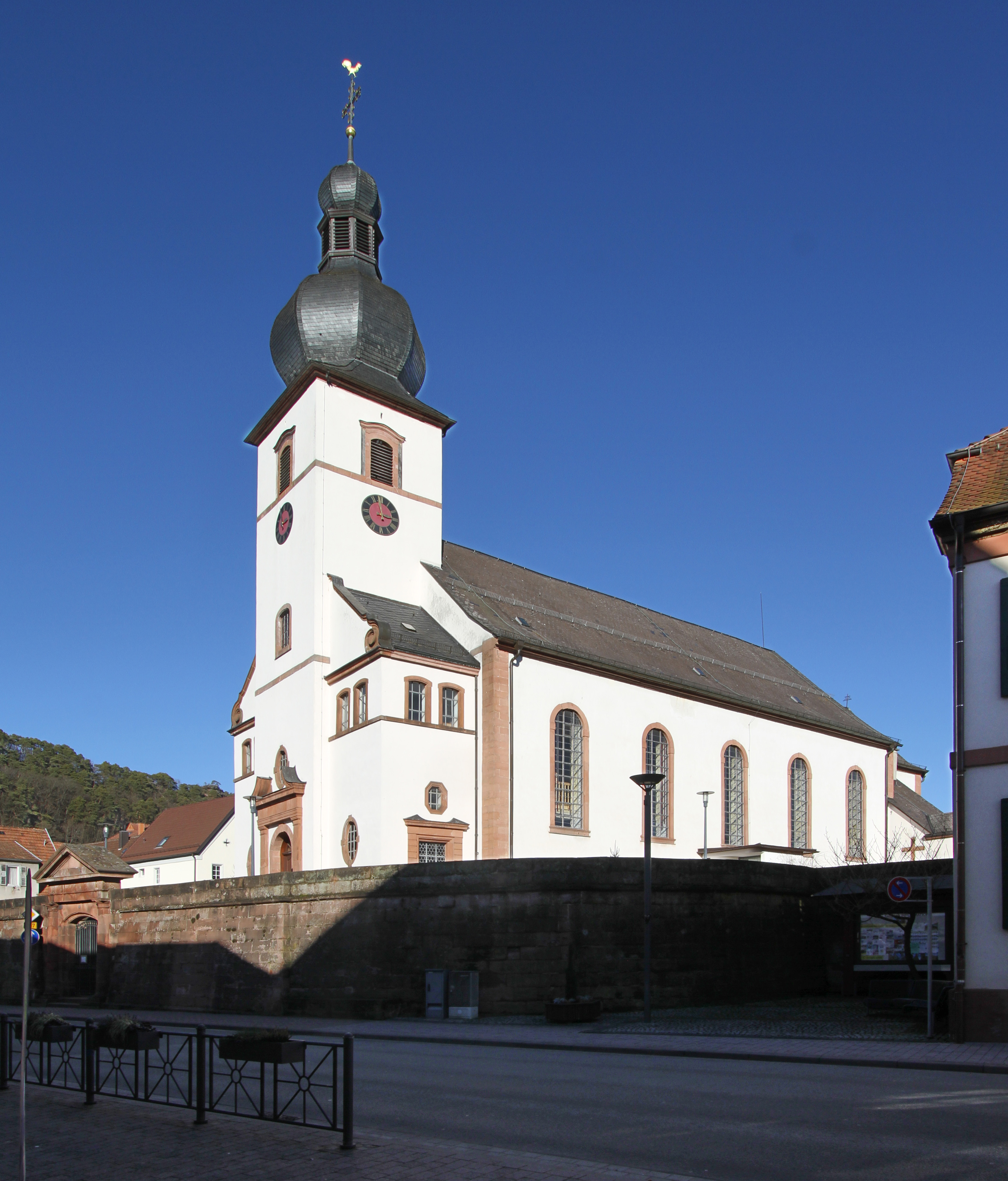
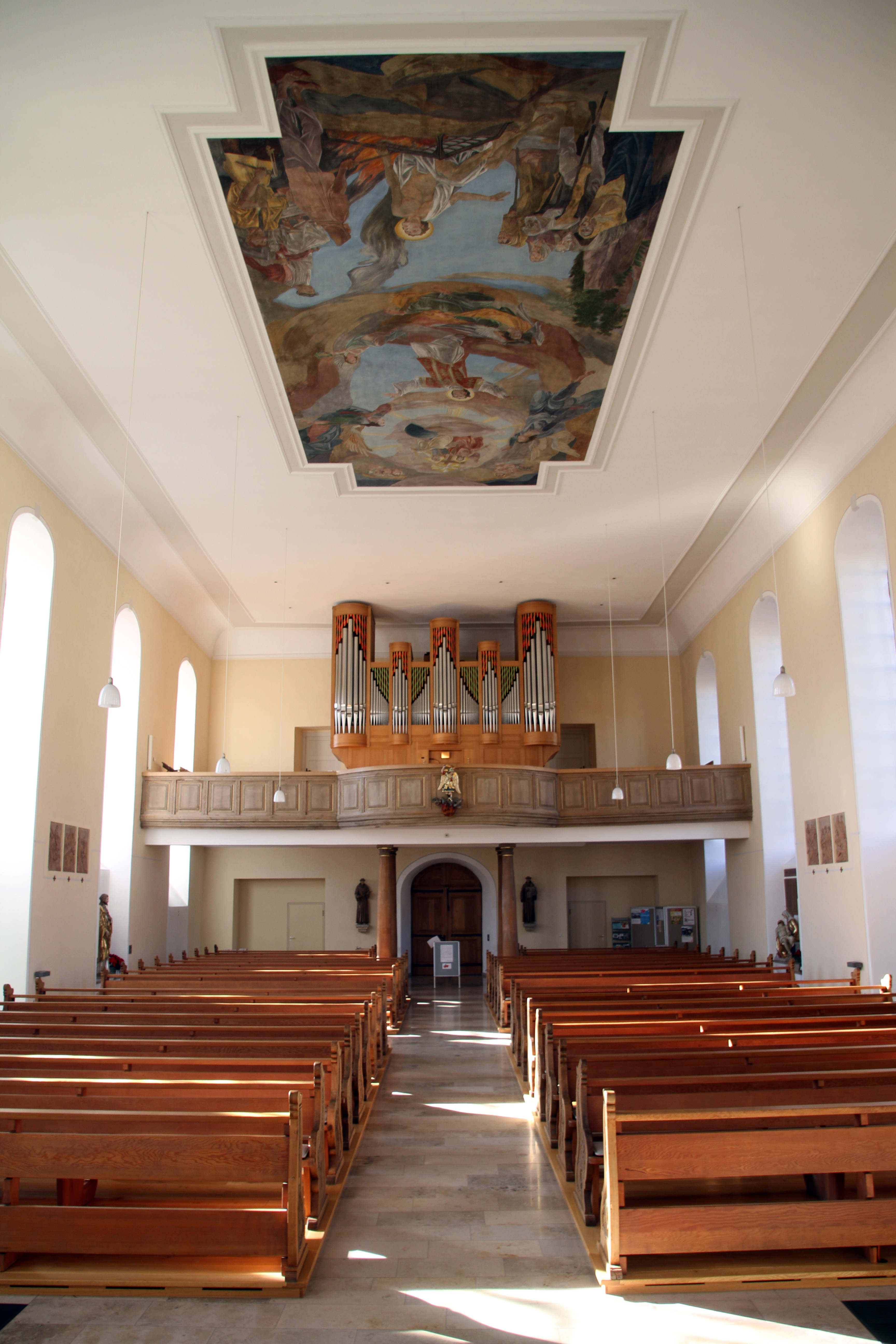
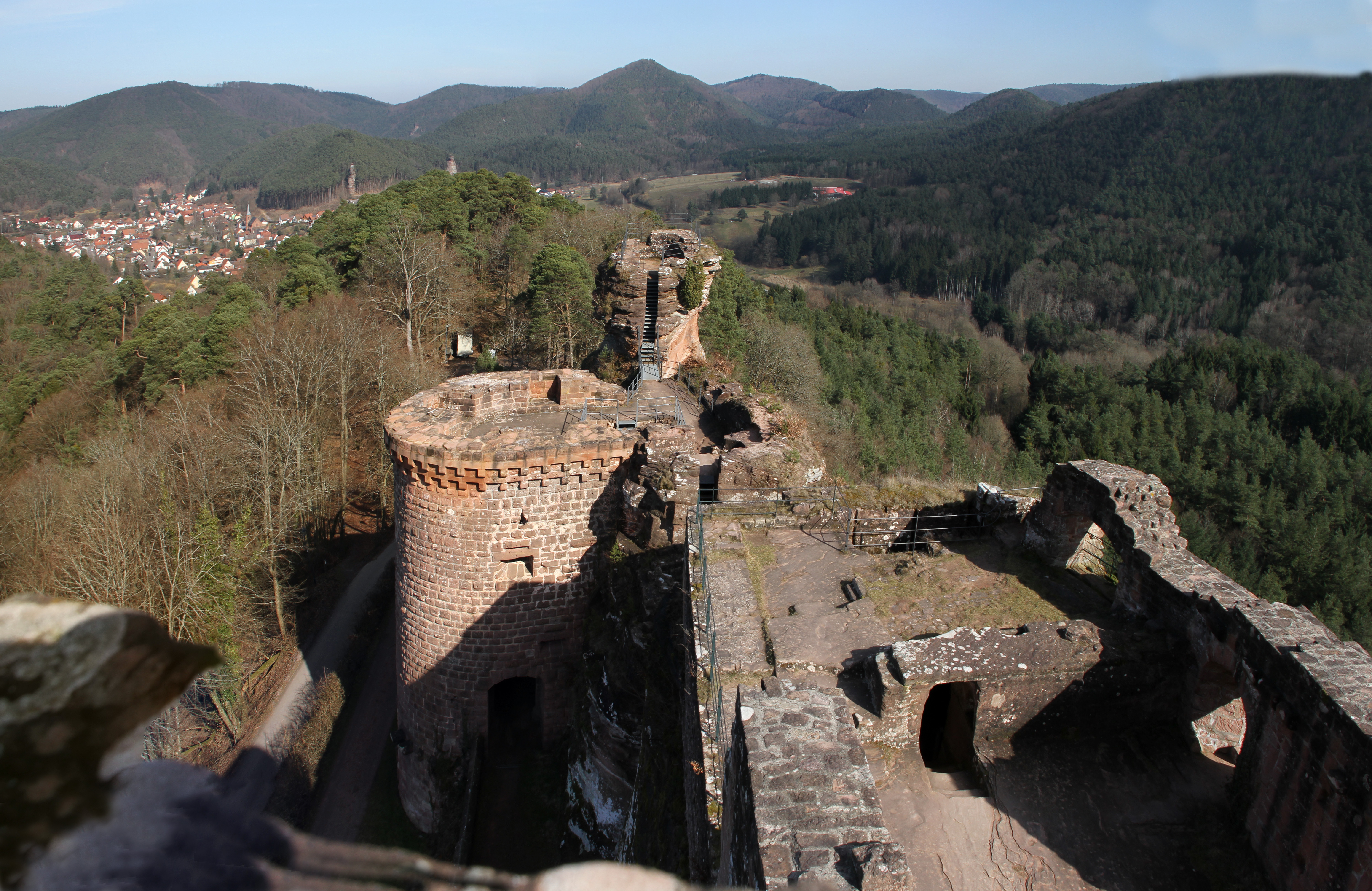
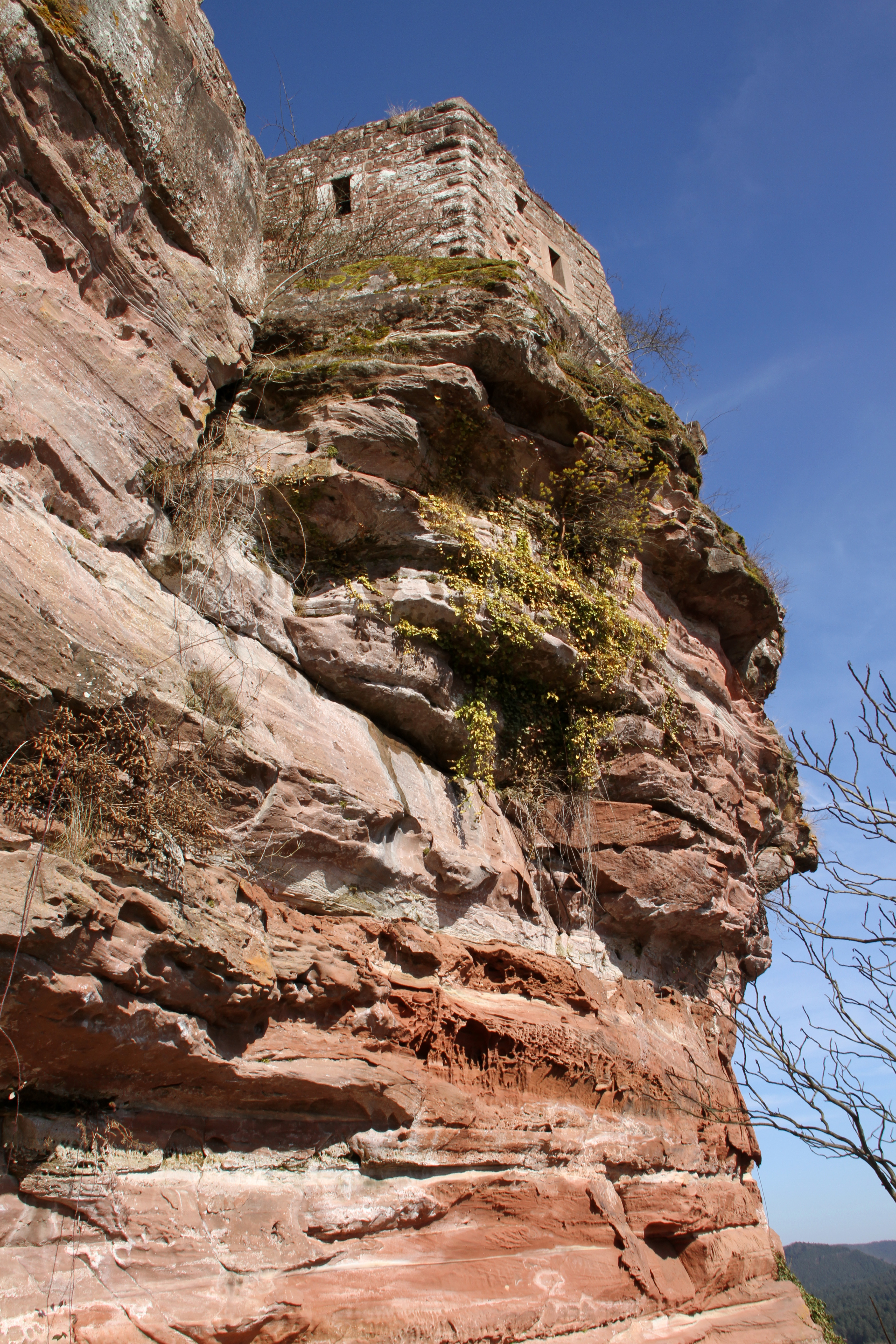
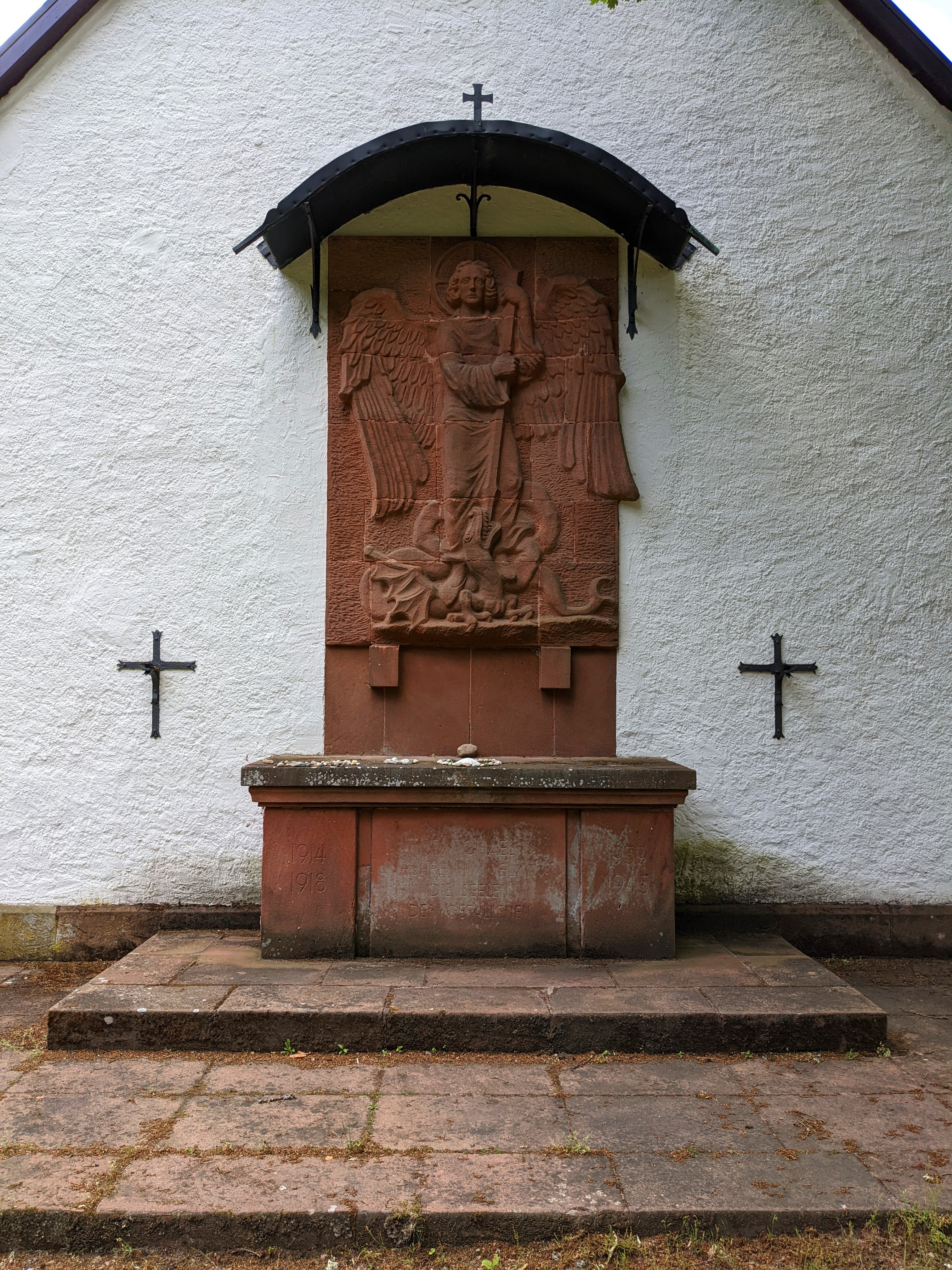
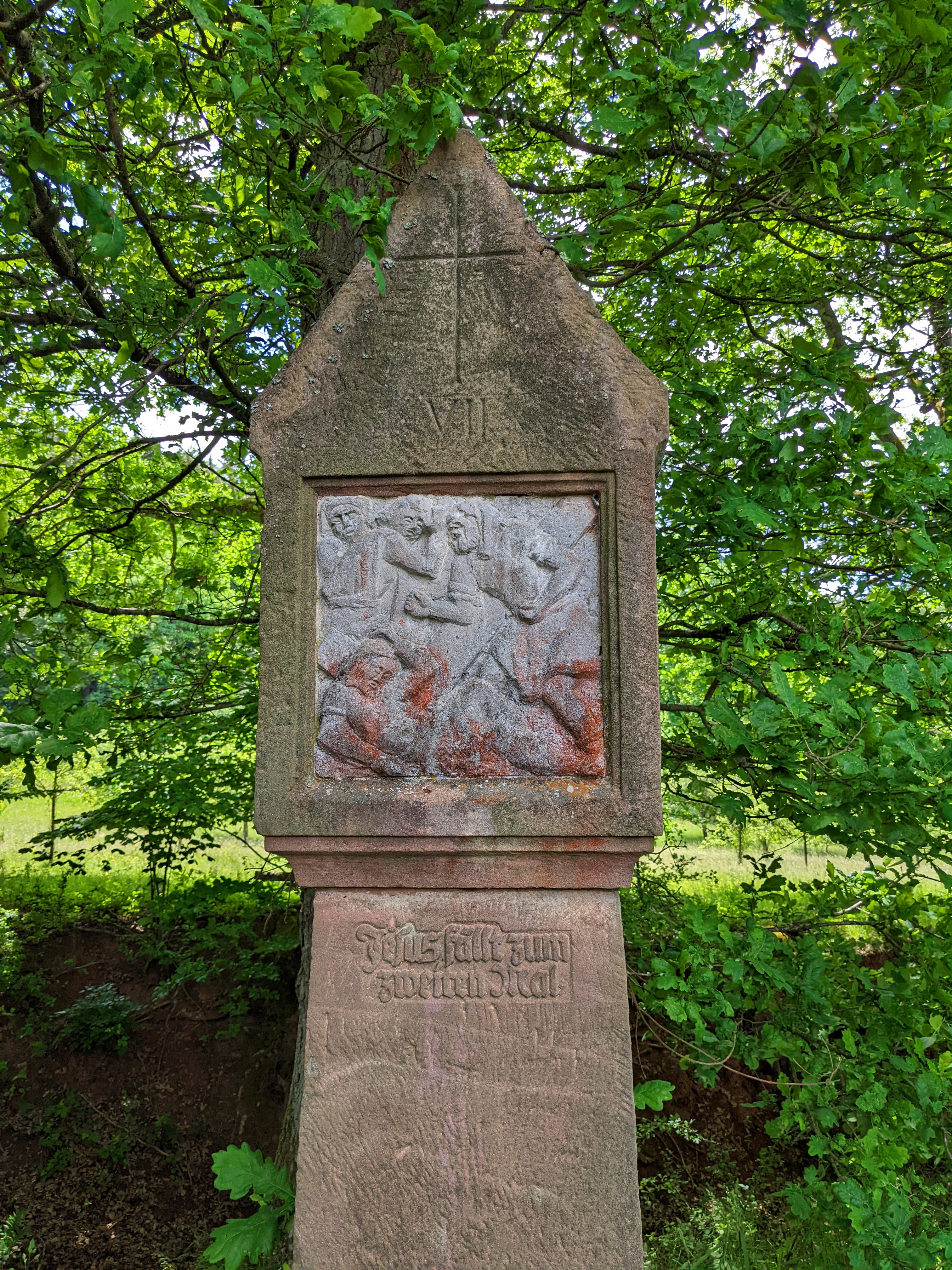
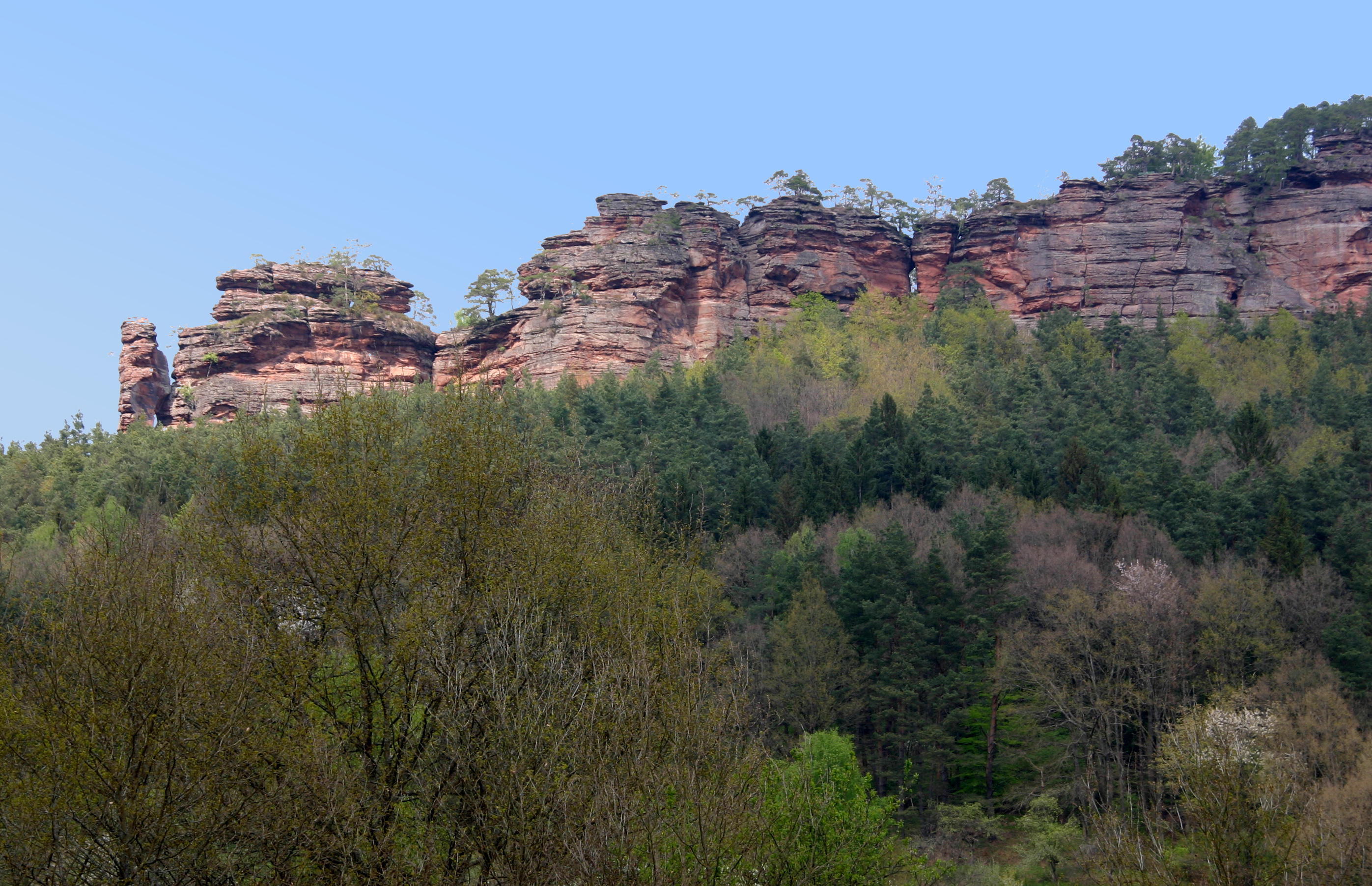
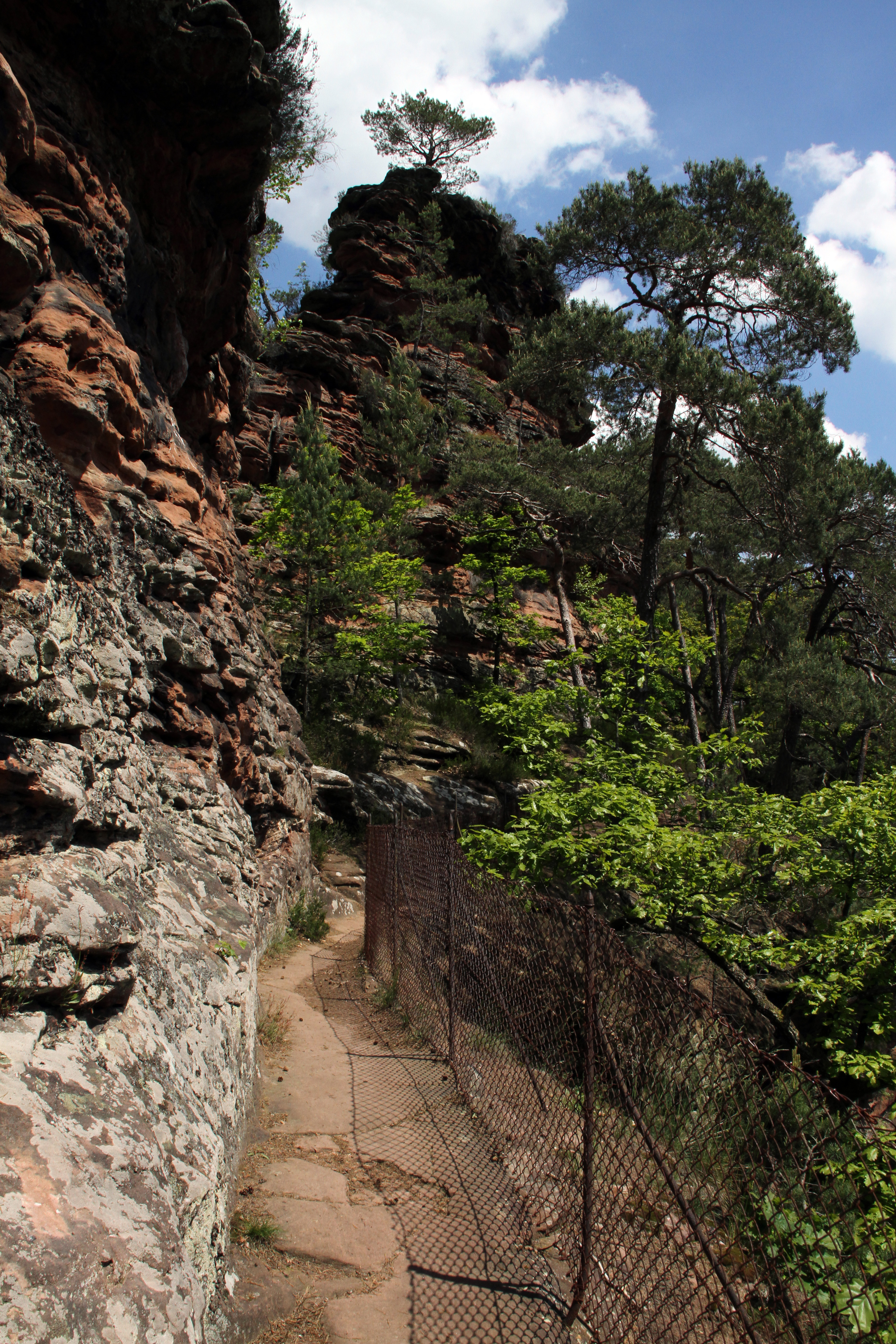
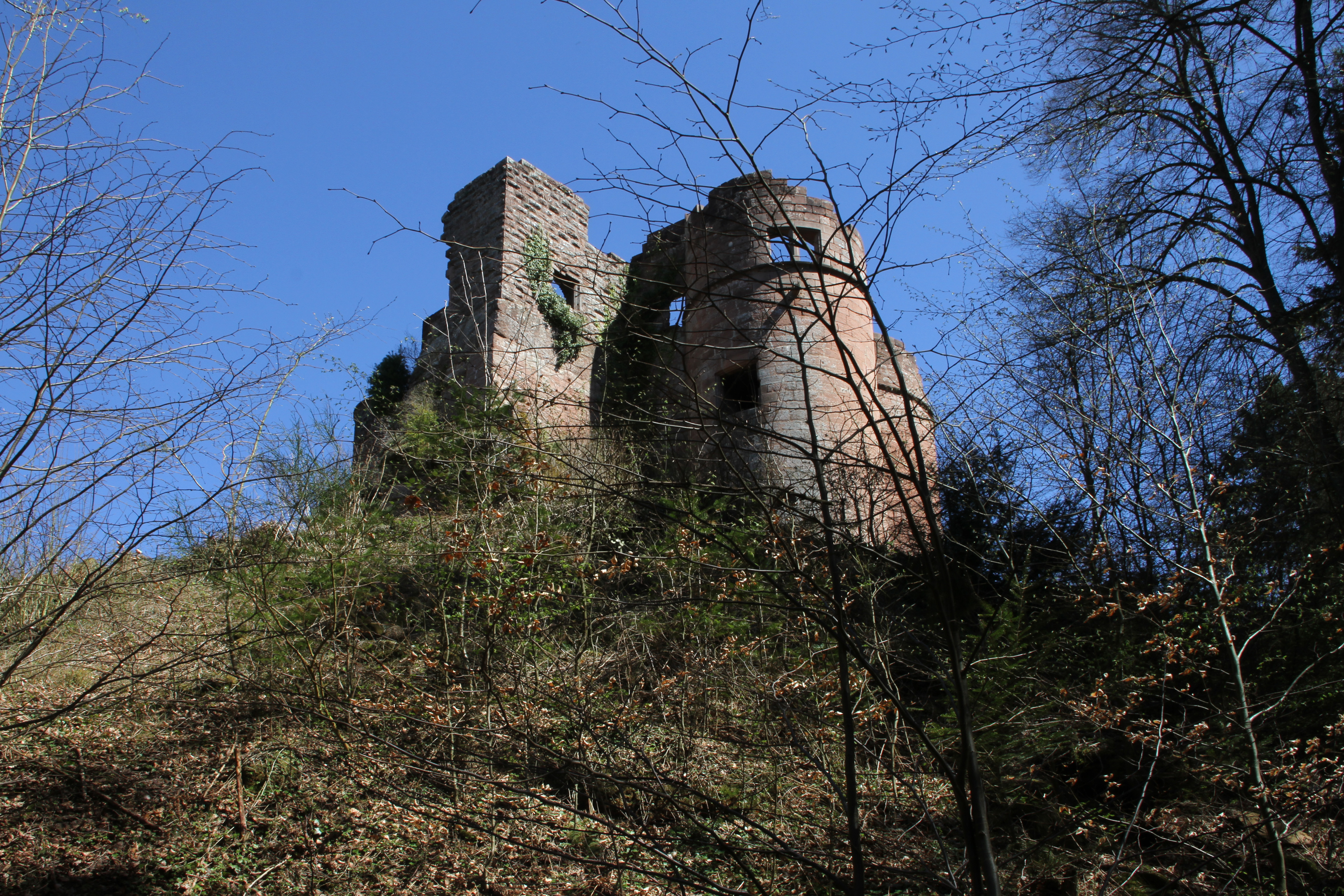